# Charles Wachsmuth
Charles Wachsmuth (* 13. September 1829 in Hannover; † 7. Februar 1896 in Burlington, Iowa) war ein deutschamerikanischer Paläontologe.

## Leben
Er war der Sohn von Friedrich Wachsmuth, verlor früh seine Mutter und sollte auch Jura studieren. Er bekam aber mit 16 Jahren gesundheitliche Probleme, die eine weitere Ausbildung verhinderten. 1852 wanderte er in die USA aus und arbeitete zunächst für ein Hamburger Handelshaus in New York City, ging dann aber, da die Stadt seiner Gesundheit abträglich war, nach Burlington, wo er ein Einzelhandelsgeschäft betrieb. Auf Anraten seines Arztes befasste er sich mit Fossiliensammeln, um möglichst viel im Freien zu sein. Im Lauf der Zeit baute er die weltgrößte private Sammlung fossiler Seelilien auf und galt auf diesem Gebiet als Experte. 
1865 gab er sein Geschäft auf und besuchte Europa. Danach widmete er sich der Paläontologie. 1873 überredete ihn Louis Agassiz, den er zuerst 1864 traf, seine Sammlung dem Museum of Comparative Zoology der Harvard University zu stiften und dort Kurator und Professor zu werden. 1874 unternahm er eine weitere Reise durch Europa, Asien und Afrika. In London besuchte er die Sammlung des British Museum, dem er auch Exemplare stiftete.  Nach dem Tod von Agassiz kehrte er nach Burlington zurück, wo seine Zusammenarbeit mit dem Sammler und Anwalt Frank Springer (1848–1927) begann. Sie publizierten Standardwerke über fossile Seelilien und Wachsmuth baute in wenigen Jahren eine zweite Sammlung auf, die die erste sogar noch übertraf. Er unternahm Sammelreisen in die Südstaaten der USA und arbeitete in den letzten Jahren, unterbrochen durch seine Krankheiten, an einer Monographie über die fossilen Seelilien (Crinoiden) Nordamerikas, die aber erst nach seinem Tod erschien.
Er war Mitglied der American Association for the Advancement of Science, der Geological Society of America, der Iowa Academy of Science, der Russischen Akademie der Wissenschaften und der Philadelphia Academy of Science.

## Schriften
- mit Springer: Revision of Palaeocrinoidea, 3 Teile, Proc. Acad. Nat. Sci. of Philadelphia, 1879 bis 1886
- mit Springer: Discovery of the Ventral Structure of Taxocrinus and Haplocrinus, and Consequent Modifications in the Classification of the Crinoidea, Proc. Acad. Nat. Sci. of Philadelphia, 1889
- mit Springer: The Perisomic Plates of the Crinoids, Proc. Acad. Nat. Sci. of Philadelphia, 1891
- mit Springer: The North American Crinoida Camerata, Memoirs of the Museum of Comparative Zoology 1897